# دانيال لوي
دانيال لوي (بالإنجليزية: Daniel Lowe)‏ هو لاعب رماية أمريكي، ولد في 18 نوفمبر 1992 في أولمبيا في الولايات المتحدة.

## وصلات خارجية
- دانيال لوي على موقع أوليمبيديا (الإنجليزية)